# 史迪奇
史迪奇（英語：Stitch），亦名為X-626號實驗品，是迪士尼系列動畫《星際寶貝》和電視動畫片集的虛擬角色。牠是由基因工程等科研製造出來的藍色樹熊。牠是該系列動畫的兩名主角之一，而該系列的另一主角就是史迪奇的收養者兼摯友莉蘿。史迪奇原本是一種個性凶殘的太空生物，科學家創造牠的目的為擾亂銀河系，然而當牠來到地球遇到莉蘿之後，才漸漸改變牠原本的個性。史迪奇是在《星際寶貝》裡擔任共同編劇及聯合導演的克里斯·桑德斯所創作，他還聲演該角色，本·迪斯金於東方製作的電視動畫片集《星際寶貝：神奇大冒險》及《安玲与史迪奇》的英語版本中為角色聲演，而華語版配音則為劉傑（台灣）、高增志（中國大陸）、李正翔（安玲与史迪奇）。
在動畫系列中，史迪仔最初是由強霸·卓齊霸博士所創造，目的是要引起整個銀河系的混亂。史迪奇的特點是其惡作劇行為，他很喜歡莉蘿，然而莉蘿誤會他為「小狗」來收養。透過莉蘿灌輸夏威夷人裡“ohana（「家人」）”的概念，史迪奇從一個漠不關心且具破壞性的生物，逐漸發展成為一個充滿愛心、更有自我意識存在的生物，牠喜歡在地球上收養家庭的陪伴。他成為了ohana概念的一個堅定的信徒，並且在莉蘿的幫助下將其應用於改革強霸博士625型號之前的實驗品，幾乎所有實驗品都被史迪奇視為他的「表兄弟」。
史迪仔鍾意食燒賣。

## 其他實驗品
出自星際寶貝及其相關動畫。
| 編號  | 最終或莉蘿給的名字        | 能力 | 外貌及介紹                                                                                           | 出自集數（集數不是根據美國原版）                  | 歸屬                                                               |  |
| ----- | ------------------------- | --- | --- | ------------------------------------------------- | ------------------------------------------------------------------ |  |
| X-007 | 琦琦                      | 基本上無用，是早期的實驗品，只會用吵死人的吠叫聲騷擾對方                                                       | 白色，有如一隻西施犬                                                                                 | 第一季第八集                                      | 由梅朵飼養。                                                       |  |
| X-014 | 核心                      | 用于製造爆谷                                                                                                   | - | 《星際寶貝終極任務》                              | 在電影院製造爆谷                                                   |  |
| X-022 | 嚇兹甜甜圈                | 在將甜甜圈從嘴裏射出嚟已限制動作                                                                               | 深綠色類似海馬的 實驗                                                                                | 星際寶貝:神奇大冒險                               | 沒有                                                               |  |
| X-025 | 星星                      | 能夠光，為外星艦隊導航                                                                                         | 黃色和白色，星星形狀                                                                                 | 第一季第14集                                      | 聖誕樹頂裝飾品。                                                   |  |
| X-027 | 毛絨                      | 將你變成玩具                                                                                                   | - | 沒有                                              | 沒有                                                               |  |
| X-032 | 小謊                      | 偵測謊言，接受謊言後頭部能發光並產生蜂鳴叫聲                                                                   | 橘色，大頭部接受謊言後能發光                                                                         | 第一季第12集                                      | 集末和鋼圖住在一起。                                               |  |
| X-033 | 鎚頭/榔頭(由鋼圖啟動取名) | 鎚打 | 灰色，頭部是一把大槌子                                                                               | 第一季第25集                                      | 被鋼圖啟動作為對付史迪奇的生力軍，被史迪奇打敗，沒特別敘述最終歸屬 |  |
| X-036 | 波基                      | 用於在液體容器中戳孔                                                                                           | 一個小的黃色和棕色的負鼠樣實驗                                                                       | 第一季第42集                                      | 沒有                                                               |  |
| X-044 | 男聲四重唱                | 非主流地唱理髮店音樂，使聽到他的人感到痛苦                                                                     | 粉紅色的四頭胡須實驗                                                                                 | 第一季第59集                                      | 他和長谷川太太在一起                                               |  |
| X-119 | 巧克力                    | 巧克力實驗品，利用濃稠巧克力醬使人窒 息 被魯賓發現並傳輸給倉鼠飛輪，集末看到其放出的巧克力醬包裹住倉鼠飛輪     | - | 第一季第26集                                      |                                                                    |  |
| X-177 | 剪子                      | 原本被設計成奪取鉑元素，後來意外成為修剪並吃掉毛髮的實驗品                                                     | 黃色，毛茸茸手上帶有剪刀，頭上有粉色蝴蝶結                                                           | 第一季第13集                                      | 理髮店首席美髮師。                                                 |  |
| X-199 | 八卦佬                    | 探窺別人隱私，八卦實驗品                                                                                       | 深紅色，大鼻子大嘴巴                                                                                 | 第一季第28集                                      |                                                                    |  |
| X-202 | 果醬                      | 用高音尖的尖叫聲幹擾雷達                                                                                       | 紫色蝙蝠                                                                                             | 電影《史迪仔開心逐個捉》                          | 沒有                                                               |  |
| X-204 | 丟襪子                    | 偷襪子 | 形狀像四足洗衣機                                                                                     | 第一季第65集                                      | 沒有                                                               |  |
| X-221 | 小火花                    | 放 電 | 淡黃色，形狀類似史迪奇，頭上有2支長觸角可發電                                                        | 電影《星際寶貝史迪奇》                            | 住在老舊燈塔幫忙發電。                                             |  |
| X-222 | 痘痘                      | 使人生病，症狀包含紫色膿包、眼睛痛、發燒、不間斷打嗝等                                                         | 淡綠色，外貌類似阿米巴蟲                                                                             | 第一季第一集                                      | 寄生在鋼圖體內。                                                   |  |
| X-254 | 臭臭先生                  | 可愛到讓人無法抗拒，但對於其他實驗品沒用，啟動後42小時會放出強大臭味使方圓40平方里無法居住                     | 粉紅色，毛茸茸大眼睛                                                                                 | 第一季第三集                                      | 臭味被獨眼霹靂的故鄉認為是香氣被送到獨眼霹靂的星球。               |  |
| X-258 | 搜尋者                    | 找到東西 | 紅色‘嘴巴尖尖的 第一季第64集                                                                         | 在海邊當失物招領                                  |                                                                    |  |
| X-300 | 小幽靈                    | 模仿成你最大的恐懼                                                                                             | 淡綠色，眼睛發綠螢光                                                                                 | 第一季第二集                                      | 住在鬼屋中，在萬聖節時幫助莉蘿家成為最恐怖的鬼屋。                 |  |
| X-344 | 多多                      | 複製物質或人物，但會隨著複製品增多而能力分散(複製體及本尊總能量守恆)，可以逆轉把複製體收回                     | 土黃色，頭上有長觸手能放出複製物體的光                                                               | 第一季第25集                                      | 製造低卡食品。                                                     |  |
| X-375 | 幻影                      | 附身在沒有生命的物體，製造全面混亂                                                                             | 螢光綠，幽靈型態，不具實體                                                                           | 第一季第十集                                      | 附身在披薩餐廳壞掉的機器鳥身上表演。                               |  |
| X-383 | 小漩渦                    | 催眠 | 灰藍色，頭上有個天線，大眼睛能夠催眠敵人                                                             | 第一季第九集                                      |                                                                    |  |
| X-390 | 粘粘                      | 指在留下一條像蝸牛的 濕滑小道來絆倒人們                                                                        | 黏糊糊的一個大型綠色狀實驗                                                                           | 電影《史迪仔開心逐個捉》                          | 沒有                                                               |  |
| X-400 | 珍貴                      | 用於控制所有其他實驗。                                                                                         | 紅色眼睛的實驗                                                                                       | 她原本有屬於自己嘅一集， 但因為版權問題取消了應集 | 沒有                                                               |  |
| X-455 | 瑪麗                      | 設計為強霸實驗室的彈跳床                                                                                       | 圓形嘅桃紅色實驗                                                                                     | 電影《史迪仔開心逐個捉》                          | 沒有                                                               |  |
| X-489 | 雨果                      | 指在擠壓人的生活                                                                                               | 大型圓形的類似乎章魚的實驗                                                                           | 電影《史迪仔開心逐個捉》                          | 沒有                                                               |  |
| X-501 | 陰                        | 為宿敵 | 淺藍色章魚型                                                                                         | 第一季第六集                                      | 跟陽合作造出火山島嶼。                                             |  |
| X-502 | 陽                        | 能夠噴出大量的岩漿，原本和陰為宿敵                                                                             | 深紅色，背部有數個火山口                                                                             | 第一季第六集                                      | 跟陰合作造出火山島嶼。                                             |  |
| X-509 | 芽芽                      | 農業實驗品，具毀滅性侵略能力                                                                                   | 深綠色莖葉，紫色花(頭部)                                                                             | 第一季第11集                                      | 住在大水塔中。                                                     |  |
| X-513 | 瑞克特/芮氏               | 地質破壞，可以以尾部引發強大地震甚至摧毀星球                                                                   | 紫色，尾部有類似鏟子的拍擊用構造                                                                     | 第一季第七集                                      | 利用震波搖出完美奶昔。                                             |  |
| X-515 | 森林破壞王                | 森林剋星，能夠快速裁切木材                                                                                     | 粉紫色，手上有尖銳爪子能夠裁切木頭                                                                   | 第一季第22集                                      |                                                                    |  |
| X-520 | 加農砲                    | 把任何水變成毀滅性巨浪                                                                                         | 粉紫色，身形肥胖，有巨大臀部                                                                         | 第一季第四集                                      | 提供夏威夷衝浪者完美巨浪。                                         |  |
| X-521 | 包裝紙                    | 他會將東西包在膠紙中                                                                                           | - | 第一季第59集                                      | 他和長谷川太太在一起。                                             |  |
| X-523 | 雪泥                      | 吹，冰凍一切，喜歡站在最高處使能力                                                                             | 藍色，刺刺頭，整個身體類似冰塊                                                                       | 第一季第23集                                      | 在冰品店做雪泥。                                                   |  |
| X-527 | 羅傑                      | 很會做效果 | 灰色，爛痘臉，整個臉像被硫酸潑到                                                                     | 第一季第9集                                       | 在紫色學校開實況。                                                 |  |
| X-544 | 飛槌(由鋼圖啟動取名)      | 身體有多支流星錘狀手臂可進行攻擊                                                                               | 藍色，頭部像蝸牛，身體有多支手臂                                                                     | 第一季第25集                                      | 被鋼圖啟動作為對付史迪奇的生力軍，被史迪奇打敗，沒特別敘述最終歸屬 |  |
| X-601 | 踢王                      | 徒手搏擊 | 紫色，有四隻手的強壯實驗品                                                                           | 第一季第五集                                      | 健身教練。                                                         |  |
| X-602 | 水怪                      | 利用背鰭劈開任何船隻，只會攻擊水上交通工具                                                                     | 紫色，擁有和身體不成比例的巨大背鰭                                                                   | 第一季第27集                                      | 日本料理店師傅。                                                   |  |
| X-603 | 雷射球                    | 活動的激光速                                                                                                   | 黃色，深藍色嘅眼睛和小的無肢狗狀身體                                                                 | 第一季第22集                                      | 被627捉住                                                          |  |
| X-604 | 胡迪尼                    | 能夠自身隱形或把任何東西利用眨眼使其隱形                                                                       | 米黃色，有大耳朵的害羞實驗品                                                                         | 第一季第26集                                      | 魔術大師。                                                         |  |
| X-606 | 黑洞                      | 化身成黑洞，將一切吸入                                                                                         | 酒紅色，有2顆暴牙，頭上有觸角，背部有棘狀構造                                                        | 第一季第16集                                      | 吃掉廢棄建材。                                                     |  |
| X-607 | 浪奇                      | 在扭曲時間和空間的結構，整個宇宙自身崩潰                                                                       | 棕揭色冇毛地鼠 實驗                                                                                  | 第一季第47集                                      | 沒有                                                               |  |
| X-608 | 強力棒                    | 功能是反射敵人的投擲物                                                                                         | 小型翼龍實驗                                                                                         | 第一季第39集                                      | 當地棒球打擊手的陪練                                               |  |
| X-609 | 熱力(由鋼圖啟動取名)      | 利用頭部黑色構造放出熱力光束攻擊                                                                               | 橘紅色，頭部有一顆黑色構造                                                                           | 第一季第25集                                      | 被鋼圖啟動作為對付史迪奇的生力軍，被史迪奇打敗，沒特別敘述最終歸屬 |  |
| X-610 | 女巫                      | 設計為邪惡的女巫                                                                                               | 紫色，幽靈般的實驗，頭部伸出白色條紋巫婆帽子                                                         | 星際寶貝:神奇大冒險                               | 沒有                                                               |  |
| X-611 | 超級武器                  | 終極超級武器                                                                                                   | 魯賓找到的實驗莢被誤認為它，由鋼圖查閱資料得知功能，後來得知看反了實驗莢的數字，實際上拿到的是巧克力 | 第一季第26集                                      |                                                                    |  |
| X-613 | 牙牙(由獨眼霹靂取名)      | 發出超大噪音，進行音爆攻擊或使耳朵失聰                                                                         | 藍色，頭上有彎曲起來的大喇叭構造可發聲                                                               | 第一季第21集                                      | 外星人警報器。                                                     |  |
| X-617 | 雷射球(由鋼圖啟動取名)    | 尾部可以發射紅色雷射球攻擊                                                                                     | 綠色，類似蠍子狀，尾部為發射器                                                                       | 第一季第25集                                      | 被鋼圖啟動作為對付史迪奇的生力軍，被史迪奇打敗，沒特別敘述最終歸屬 |  |
| X-619 | 火焰球                    | 發射等離子火球進行攻擊，弱點是鼻子弄濕就無法攻擊                                                               | 紅色，有大砲狀的鼻子                                                                                 | 第一季第15集                                      | 火舞表演。                                                         |  |
| X-624 | 天使                      | 利用唱出歌聲魅惑任何雄性或男性，使他們邪惡，倒著唱歌可以抵銷效果，歌聲對之後發明的實驗品無效                   | 粉紅色雌性實驗品，跟史迪奇長相類似，頭上有2支長觸角                                                  | 第一季第24集                                      | 集末被鋼圖抓走，但之後莉羅等人把她救回。                           |  |
| X-625 | 魯賓                      | 具有跟史迪奇一樣能力，擅長做三明治，缺點是懶惰                                                                 | 淡黃色，垂耳                                                                                         | 電影《星際寶貝史迪奇》                            | 跟隨鋼圖。                                                         |  |
| X-627 | 坏史迪奇                  | 具有跟史迪奇一樣能力，甚至更強大，沒有良善的可能，弱點是易發笑到難以控制                                       | 紅棕色，外表跟史迪奇幾乎一模一樣，只差在頭部呈彈頭型                                                 | 第一季第22集                                      | 脫水返回實驗莢階段。                                               |  |
| X-628 | 李羅（由倉鼠飛輪取名)     | 倉鼠飛輪強迫強霸做的並大量克隆，具有跟史迪奇一樣能力，沒有良善的可能，弱點是聽到當初他誕生時聽的音樂會陷入癱瘓 | 紅色(可變藍色)， 外表跟史迪奇一模一樣                                                                | 第一季第22集                                      | 脫水返回實驗莢階段。                                               |  |

小火花是星際寶貝系列片和電視卡通影集的第二個啟動實驗品。牠的功能是產生極大的電流，由於意外的與史迪奇和阿曹相遇，而使牠漸漸改變為善良，史巴奇是阿曹替牠取的，當時史迪奇慘遭火箭飛行船帶走，史巴奇發揮他的本能使火箭短路無法飛起，之後在莉蘿的幫助下，作為夏威夷島的老舊電塔裡的電力來源。興趣是跑步。

## 資料來源
1. ↑  .   [2013-08-31]. （原始内容存档于2014-03-29）.
2. ↑  .   [2020-04-08]. （原始内容存档于2019-05-15）.

## 外部連結
- 官方網站 （页面存档备份，存于）
- 史迪仔官方的Facebook專頁